# Hegedűs Mária
Hegedűs Mária (Hajdúnánás, 1951. március 18. – Kazincbarcika, 2017. december 24.) magyar költő, vizuális művész, pedagógus.

## Életrajz
1951. március 18-án született, Hajdúnánáson. Törpebirtokos, majd kényszertagosított nagyszüleivel és szüleivel egy hajdúdorogi tanyán töltötte korai gyermekkorát. Édesapja, Hegedűs Miklós, később a hajdúnánási mezőgazdasági gépjavító állomáson dolgozott. Édesanyja, Papp Erzsébet, gondoskodott a nagyszülőkről és nevelte a három leánygyermeket, akik közül Mária a középső. Mindhárman a hajdúnánási Kőrösi Csoma Sándor Gimnáziumban érettségiztek.
1969-ben egy évig segédmunkásként dolgozott Csepelen, majd 1970-től a Hajdúnánási Városi Művelődési Házban volt népművelő. 1974-ben népművelés-könyvtár szakon diplomázott a Debreceni Tanítóképző Főiskolán. Még ugyanebben az évben Kazincbarcikán az Egressy Béni Művelődési Központban folytatta népművelői pályáját. 1978-tól 1984-ig ugyanitt a városi tanács művelődési osztályán volt népművelési felügyelő.
1984-től nyugdíjazásáig a kazincbarcikai Irinyi János Szakközépiskola könyvtárosa és magyar szakos tanára volt. Közben folytatta tanulmányait: 1982-ben magyar-népművelés szakon diplomázott az ELTE Bölcsészettudományi Karán. 2000-től PhD hallgató az ELTE Modern Irodalom Tanszékén.
1988-ban Eötvös József ösztöndíjat kapott. 2005-től tagja a Magyar Írószövetségnek.

## Munkássága

Hegedűs Mária: Vendég voltam apám kertjében, 1996

Hegedűs Mária vizuális alkotásai 1985-től vannak jelen a hazai és nemzetközi avantgárd művészeti életben. Ekkor lett tagja a párizsi Magyar Műhely baráti körének. Előadásaival, performanszaival rendszeresen részt vett a Magyar Műhely hazai és külföldi találkozóin. Alkotói és mentori kapcsolatot ápolt a Magyar Műhely alapítóival Bujdosó Alpárral, Nagy Pállal és Papp Tiborral. Első műveit és tanulmányait a párizsi Magyar Műhely folyóirat mutatta be.
Később a hazai és külföldi avantgárd folyóiratok folyamatosan közölték vizuális költeményeit, tanulmányait, képeit tárlatokon mutatták be. (Magyar Műhely Párizs-Bécs-Budapest; Európai Költőfesztivál Leuven; kollektív magyar avantgárd tárlat Lyon; Kaldron elektronikus folyóirat (Kanada); Peaper and Kity Galeria (Kingston Kanada); Espace 181 Galeria, Algorithmes Galeria (Palaiseau-Párizs); Marcelland küldeményművészeti fesztiválok, Operafesztivál Miskolc;  Médium-Art, Négyzet, Páratlan antológiák; Matricák, Megapixel pályázatok; Élet és Irodalom, Kortárs, Új Forrás, Életünk, Agria, Spanyolnátha folyóirat.)
Első önálló kötete, a Vendég voltam apám kertjében 1987-ben jelent meg. Az édesapját ő ápolta
éveken át. A férfi 1985-ben – hosszú szenvedés után – csontrákban halt meg. Debütáló könyvével a szerző lírai számvetésében szembenéz gyökereivel, szüleihez való viszonyával és saját élethelyzetével is.
Eddig csak kiállításokon volt látható az …évek óta tart ez a nyár, és a Mátka című sorozata, illetve az ezekhez kapcsolódó performansz.

Kőbéka, 1999

Doktori dolgozatát az Arkánum szerkesztőjéről, a Magyar Műhely baráti köréhez is sok szállal kötődő kortárs költőről, Bakucz Józsefről írta, illetve írja. A dolgozat részletei hazai folyóiratokban olvashatóak.
Hegedűs Mária könyvei egy-egy alkotói korszakot is jelentenek. Az én karneválomban az Apollinaire nevével fémjelzett ikonikus vizuális költemények műfaji sokszínűségét alkotja meg, az Összeszőtt mezőkben a tárgyköltészet műfaján belül, talált tárgyakon jeleníti meg térbeli költői szövegeit (ciklusai: „fűkőtemény”; „gyökér-, vessző-, ékszer-, kőkőtemény”). Az „ékszerkőtemények” utolsó darabja a Kőbéka. Óriási, „hosszú életű” kőteknős, kőlábakkal körülrakva, hatalmas páncélja állandóságot, az örökkévalóságot jelképezi, a hátán betűkből kirakott üzenet. A kompozíció a lélek
eredeti létének formáját testesíti meg.
Az elsőként Francis Edeline által megalkotott logo-mandala műfaját magyarul Papp Tibor határozta meg, majd művelte, és kiadta könyv alakban is sokféle változatát. Ezt követően magyar nyelven a kazincbarcikai Magolcsay Nagy Gábor, Hegedűs Mária tanítványa készített logo-mandalákat, tovább kísérletezve a műfaj lehetőségeivel.
A mandalák műfaji kérdéskörét is feszegeti – a szövegkörnyezet átalakítására tett kísérletezéssel - a Kézszobrok és logo-mandalák című Olivier Bonnin szobraival alkotott közös könyv.
Olivier Bonnin képzőművész meghívására 2008 novemberében egy hónapig élt Palaiseau-ban, ahol a helyi művészeti közösség munkáit tanulmányozhatta. Élményeiről a Párizsi napló című könyvben számolt be. 2009-2012 között a Palaiseau-ban megismert művészeket – Olivier Bonnin, Loredana Rancatore, Rosa Puente és Gerard Chamayou művészeket Kazincbarcika város támogatásával bemutatták Kazincbarcikán és Budapest galériáiban (KAS, Ráday Képesház, Fővárosi Szabó Ervin Könyvtár Galéria).
2012-ben rendezvényszervezője volt a „Művészet városi környezetben” című nemzetközi szimpóziumnak, amely Olivier Bonnin és Gerard Chamayou kezdeményezésére, Kazincbarcika város és intézményei részvételével, nagy társadalmi összefogással valósult meg.
Tanítványa, Petrezselyem Judit, magyar szakos tanár a „…a művek élik a maguk életét” címmel szakdolgozatban elemezte vizuális költeményeit.
Kiállításainak megnyitóin, könyvbemutatóin elhangzott szakmai értékelések az alábbi nevekhez kapcsolhatók: Szkárosi Endre, Papp Tibor, Vass Tibor, Bohár András, L. Simon László, Szuhaj Katalin, Deres Péter.

## Kiállítások,  könyvbemutatók, performanszok
- 1985 Kalocsa, Magyar Műhely Találkozó (kollektív kiállítás)
- 1986 Hadersdorf, Magyar Műhely Találkozó (kollektív kiállítás)
- 1987 Lyon, Magyar avantgárd (kollektív kiállítás)
- 1988 Leuven, Európai Költőfesztivál (kollektív kiállítás)
- 1989 Szombathely, Magyar Műhely Találkozó (kollektív kiállítás)
- 1995 Kazincbarcika – önálló kiállítás
  - Keszthely, Magyar avantgárd 1985-1995 (retrospektív, kollektív kiállítás, önálló performansz)
- 1996 Kazincbarcika, Az én karneválom (könyvbemutató, ősbemutató, performansz)
  - Miskolc, Az én karneválom Más-Kép (önálló kiállítás, performansz)
  - Miskolc, Többlet (kollektív kiállítás)
- 1998 Miskolc, Marcelland (kollektív mail-art kiállítás)
- 1999 Kazincbarcika – önálló tárgyköltészeti kiállítás
  - Dick Higgins-emlékkiállítás Budapest, Ernst Múzeum
  - Miskolc, Ajánlott irodalom (kollektív mail-art kiállítás)
- 2000 Kazincbarcika, Összeszőtt mezők (könyvbemutató, ősbemutató, performansz)
  - Budapest, Összeszőtt mezők Osiris Könyvesház (könyvbemutató)
- 2002 Miskolc, Mégse Légyott Bartók-Puccini (kollektív e-mail fesztivál)
- 2004 Kazincbarcika, Nyolcak (kollektív kiállítás)
- 2005 Kazincbarcika, Gimi Galéria (önálló retrospektív kiállítás)
  - Sajóbábony, művelődési ház (önálló retrospektív kiállítás)
  - Kazincbarcika, Lépcsőház Galéria Irinyi János Szakközépiskola (önálló retrospektív kiállítás)
- 2007 Kazincbarcika, „évek óta tart ez a nyár” (önálló kiállítás, performansz)
- 2008 Szendrő, kastély „évek óta tart ez a nyár” (önálló kiállítás, performansz)
  - Eger, Eszterházy Károly Tanárképző Főiskola könyvtára (előadás, retrospektív kiállítás)
  - Budapest, Francesco Galéria „évek óta tart ez a nyár” (önálló kiállítás)
  - Palaiseau, (Párizs) Espace 181 & Algorithmes galériák (önálló retrospektív kiállítás, performansz)
- 2009 Budapest, Magyar Írószövetség „évek óta tart ez a nyár” (önálló kiállítás)
  - Budapest, Libraire Latitudes (francia idegen nyelvű könyvesbolt) (önálló kiállítás és performansz)
  - Dubicsány, Fignár-udvar Pajta Galéria (kollektív kiállítás)
  - Mucsony, Hunyadi János Művelődési Ház (kollektív kiállítás)
  - Kingston, (Kanada) Peaper & Kity Galeria  (kollektív kiállítás)
  - Kazincbarcika, Párizsi napló (könyvbemutató, ősbemutató)
- 2010 Kazincbarcika, Nyolcak (Kollektív kiállítás)
  - Eger, Eszterházy Károly Kepes Szakkollégium (interaktív költői gyakorlat: Kosztolányi galaxis)
  - Putnok, múzeumok éjszakája (önálló, egész éjszakás program és kiállítás)
  - Budapest, Ráday Képesház Rosa Puente és Hegedűs Mária Fűző és Mátka című kiállítás
  - Budapest, Karinthy terem 5. MATRICÁK nemzetközi elektrográfiák kiállítás (kollektív tárlat)
  - Kazincbarcika, Gimi Galéria Mátka (önálló kiállítás)
- 2011 KLEEMA-X csoport Kazincbarcika, (kollektív kiállítás)
  - MEGA-PIXEL Budapest, Magyar Alkotóművészek Háza (kollektív kiállítás)
  - Eger, Eszterházy Károly Kepes Szakkollégium (24 óra interaktív líra) Üres képkeret, előadás, kiállítás
  - Putnok, Holló László Galéria Olivier Bonnin Kéz/szobrok-Hegedűs Mária Logo/mandalák közös tárlat
- 2012 Budapest, Fővárosi Szabó Ervin Könyvtár Galériája Olivier Bonnin-Hegedűs Mária: Kézszobrok és Körversek
  - Eger, Eszterházy Károly Kepes Szakkollégium (24 óra interaktív líra) Logo mandalák kiállítás és előadás
  - Palaiseau, (Párizs) Algorithmes Galéria Olivier Bonnin-Hegedűs Mária: Kézszobrok és logo-mandalák kiállítás
  - Budapest, MTA Jakobinusok Terme 6. MATRICÁK Nemzetközi elektrográfiák kiállítás (kollektív tárlat)
- 2014 Kazincbarcika, Városi Kiállítóterem Illúzió (önálló kiállítás)[2]
- 2017 Kazincbarcika, Egressy Béni Városi Könyvtár, Kalandozás Bakucz József költészetében (könyvbemutató)
- 2017 Palaiseau, Picasso remake (kiállítás, performansz)[3]

## Művei
- Kazincbarcika 30 (társszerző: Hazag Mihály, Mezey István (rajzok), Szathmáry-Király Ádámné (fotó), Miskolci Miniatűr Könyvgyűjtők Klubja, 1984)[4]
- Vendég voltam apám kertjében (Kazincbarcika, 1987, színes szitaalbum)
- Karnevál (Kazincbarcika, 1992, színes szitaalbum)
- Az én karneválom (Párizs-Bécs-Budapest, Magyar Műhely Kiadó, 1996)[5] ISBN 963-75-9623-2
- Összeszőtt mezők (Budapest, Magyar Műhely Kiadó, 1999) ISBN 963759616X
- Párizsi napló (Palaiseau-Kazincbarcika, 2009)[6] ISBN 978-963-06-8500-9
- Kézszobrok és logo-mandalák (Palaiseau, 2012, szerzőtárs: Olivier Bonnin)[7] ISBN 978-963-08-3111-6
- Kalandozás Bakucz József költészetében (Budapest, Magyar Műhely Kiadó, 2017)

## Kitüntetései
- Eötvös József-ösztöndíj (1987-1988)
- Kazincbarcikáért Emlékérem (2007)
- Pedagógus Szolgálati Emlékérem (2007)
- Kazincbarcika Város Polgármesterének Elismerő Oklevele[8] (2015)
- BarcikArt díj (posztumusz, 2018)[9]